# Chaenorhinum huber-morathii
Chaenorhinum huber-morathii är en grobladsväxtart som beskrevs av Peter Hadland Davis. Chaenorhinum huber-morathii ingår i släktet småsporrar, och familjen grobladsväxter. Inga underarter finns listade i Catalogue of Life.